# Cyllecoris histrionius

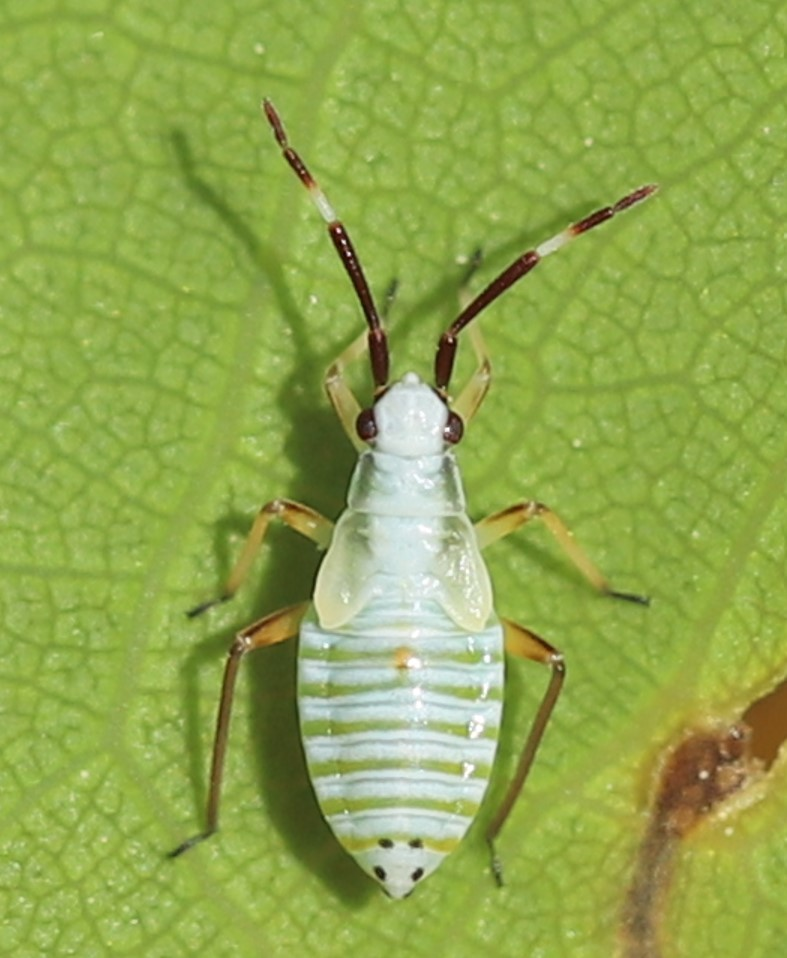
Nymphe Anfang Mai in der Schwetzinger Hardt

Cyllecoris histrionius ist eine Wanzenart aus der Familie der Weichwanzen (Miridae).

## Merkmale
Die Wanzen werden 5,9 bis 8,0 Millimeter lang. Sie sind sehr auffällig gefärbt und haben einen langgestreckten Körper. Ihr vorne stark verschmälertes Pronotum ist großteils schwarz und hat einen auffälligen Kragen, der gelb oder weiß gefärbt ist. Die Nymphen sind hell blau-grün.

## Vorkommen und Lebensraum
Die Art ist in Europa und Nordafrika sowie östlich über Kleinasien bis in den Kaukasus verbreitet. In Deutschland und Österreich ist sie weit verbreitet und häufig.

## Lebensweise
Die Wanzen leben zoophytophag an Eichen (Quercus). Sie treten bereits früh im Jahr auf und sind über lange Zeit als adulte Tiere zu beobachten. Die Nymphen treten ab April auf, Mitte bis Ende Mai kann man die ersten adulten Wanzen antreffen. Die Paarung findet vor allem in der ersten Junihälfte statt, bis maximal Mitte Juli sterben die Weibchen, die zuvor ihre Eier in Reihen an den jungen Trieben der Eichen abgelegt haben. Sowohl Männchen als auch Weibchen sind flugfähig und können neben Eichen auch an Linden (Tilia), Ahornen (Acer), Birken (Betula) und Haseln (Corylus) beobachtet werden. In Deutschland saugen sie dennoch ausschließlich an Eichen, in Skandinavien sollen sie auch an Winterlinde (Tilia cordata) saugen. Die Nymphen sitzen überwiegend auf der Unterseite der Blätter. Die jungen Imagines saugen vor allem an den Reproduktionsorganen der Pflanzen, ältere Imagines saugen fast ausschließlich räuberisch an Blattläusen, Blattflöhen, Insekteneiern und kleinen Schmetterlingsraupen, teilweise auch an Honigtau.

## Belege